# Litván György
Litván György (Budapest, 1929. február 19. – Budapest, 2006. november 8.) Széchenyi-díjas magyar történész, a történelemtudományok doktora.

## Életpályája
Polgári értelmiségi zsidó családban született. Apja, Litván József részt vett az 1918–19-es forradalomban, valamint a polgári radikálisok köréhez tartozott. A második világháború végén megjárta a mauthauseni koncentrációs tábort, édesanyja Auschwitzban halt meg. Őt magát a nyilaskeresztes uralom alatt többek között Ferenczy Béni bújtatta. 
Litván György 1946–1950 között a budapesti tudományegyetemen történelem–politikai gazdaságtan szakon tanult. 1950–1952 között tényleges katonai szolgálatát teljesítette, majd 1957-ig középiskolai tanárként dolgozott, illetve a Huba utcai vendéglátóipari technikum igazgatóhelyettese volt. 1947–1956 között az MKP, majd az MDP tagja volt, aktívan részt vett előbb az ifjúsági, egyetemi mozgalomban, később a pártoktatásban. 
1954-ben csatlakozott a Nagy Imre körül kialakult pártellenzékhez. 1956. március 23-án Budapest XIII. kerületének aktívaülésén elsőként követelte nyilvánosan a jelenlévő Rákosi Mátyás eltávolítását a hatalomból. Aktívan részt vett a Petőfi Kör munkájában, majd a forradalom alatt a Magyar Értelmiség Forradalmi Bizottságának és a XII. kerületi Nemzeti Bizottságnak a tagja volt. A forradalom leverését követően részt vett a Magyar Demokratikus Függetlenségi Mozgalom létrehozásában és annak tevékenységében, ezért 1959-ben az úgynevezett Mérei-perben a Legfelsőbb Bíróság Népbírósági Tanácsa Vida Ferenc elnökletével hat év börtönbüntetésre ítélte a fellebbezés lehetősége nélkül. 1962-ben szabadult. 
1963–1971 között az Árpád Gimnázium tanára, illetve könyvtárosa volt, majd az MTA Történettudományi Intézetben történészként dolgozott. 1985-ben részt vett az illegális monori találkozón. 1988-ban a Történelmi Igazságtétel Bizottsága, politikai téren pedig a Szabad Demokraták Szövetsége alapító tagja volt. 1991-től az 1956-os Magyar Forradalom Történetének Dokumentációs és Kutatóintézetének az igazgatója. 1995 óta az ELTE Szociológiai Intézetben egyetemi tanár. Kutatási területe a századeleji magyar társadalmi és politikai gondolkodás, a Trianonhoz vezető politikai, diplomáciai és katonai folyamatok, valamint az elmúlt fél évszázad történelme volt.

## ÁBTL iratok
Litván Györgyre vonatkozóan az ÁBTL-ben 100 (!) irat található. Pl.:
3.1.9 145288/13/1 Litván György, ekkor még középiskolai történelemtanár, az MDP XIII. kerületi pártaktíváján a nyilvánosság előtt vonta felelősségre Rákosi Mátyást a koncepciós perekben, főként a Rajk-perben játszott szerepéért. A bátor fellépés a pártellenzék erősödéséről és az MDP vezetésének, személy szerint Rákosinak a növekvő elbizonytalanodásáról árulkodott.
3.1.9. V-142622 Litván György és társai. Litván Györgyöt és társait 1957. május 6-án párt- és kormányellenes röpcédulák terjesztése miatt őrizetbe vették. (anyja neve Friedländer Cecília)
3.1.5. O-18110/12 Litván György. A "Notre Dame" fn. ügyben nyomozás indult Litván György, az MTA Történettudományi Intézet munkatársa ellen. A dosszié feltárja véleményét és társasági kapcsolatait.
3.1.9. V-145288 Mérei Ferenc és társai. Jelentések, intézkedési tervek, összefoglaló jelentések, vádirat Mérei Ferenc és társai ügyében. Mérei Ferenc kihallgatási jegyzőkönyvei. (Gál Éva, Litván Györgynére vonatkozó jelentést is tartalmaz)
2.5.7. IV. s. – 151. kötet. Kistarcsai közbiztonsági őrizetesek nyilvántartó könyve – II. kötet.
3.1.5. O-10986 "Hungaricus" 1956 decemberében "Hungaricus" aláírással egy 150 oldalas tanulmány készült a "Magyar nemzeti demokratikus forradalom néhány tanulsága" címmel. A tanulmányt stenciles és gépírásos úton készítették és terjesztették olyan értelmiségi körökben, akik Nagy Imre hívei voltak. A Hungaricus írói és terjesztői rendszeresen összejártak, az anyagot külföldre is eljuttatták. A csoportot 1958 májusában vonta ellenőrzés alá a BM II/5 Osztály. Ennek a csoportnak volt tagja Litván György is.
Litván György rabosítási fényképe.

## Kitüntetései, díjai
- Akadémiai Díj (1992)
- Deák Ferenc-díj (1994)

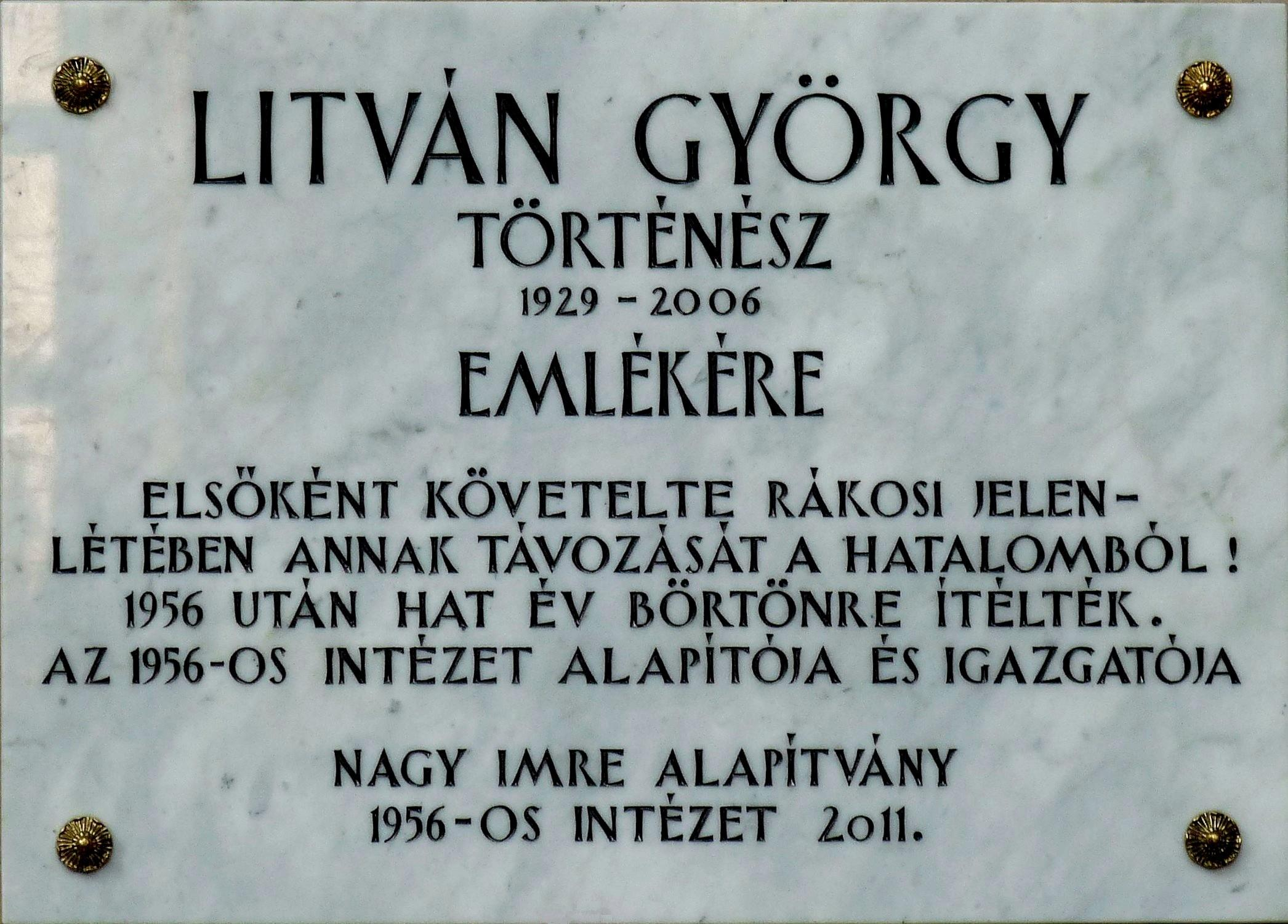
Emléktáblája egykori lakhelyén (Budapest, Pozsonyi út 40.)

- A Magyar Köztársasági Érdemrend középkeresztje (1996)
- A Francia Becsületrend lovagja (1997)
- Bibó István-emlékdíj (2000)
- Demény Pál-emlékérem (2000)
- A Magyar Köztársasági Érdemrend középkeresztje a csillaggal (2002)
- Nagy Imre-érdemrend (2004)
- Budapestért díj (2004)[5]
- Széchenyi-díj (2006)
- Szabadság Hőse emlékérem (2006)

## Főbb művei

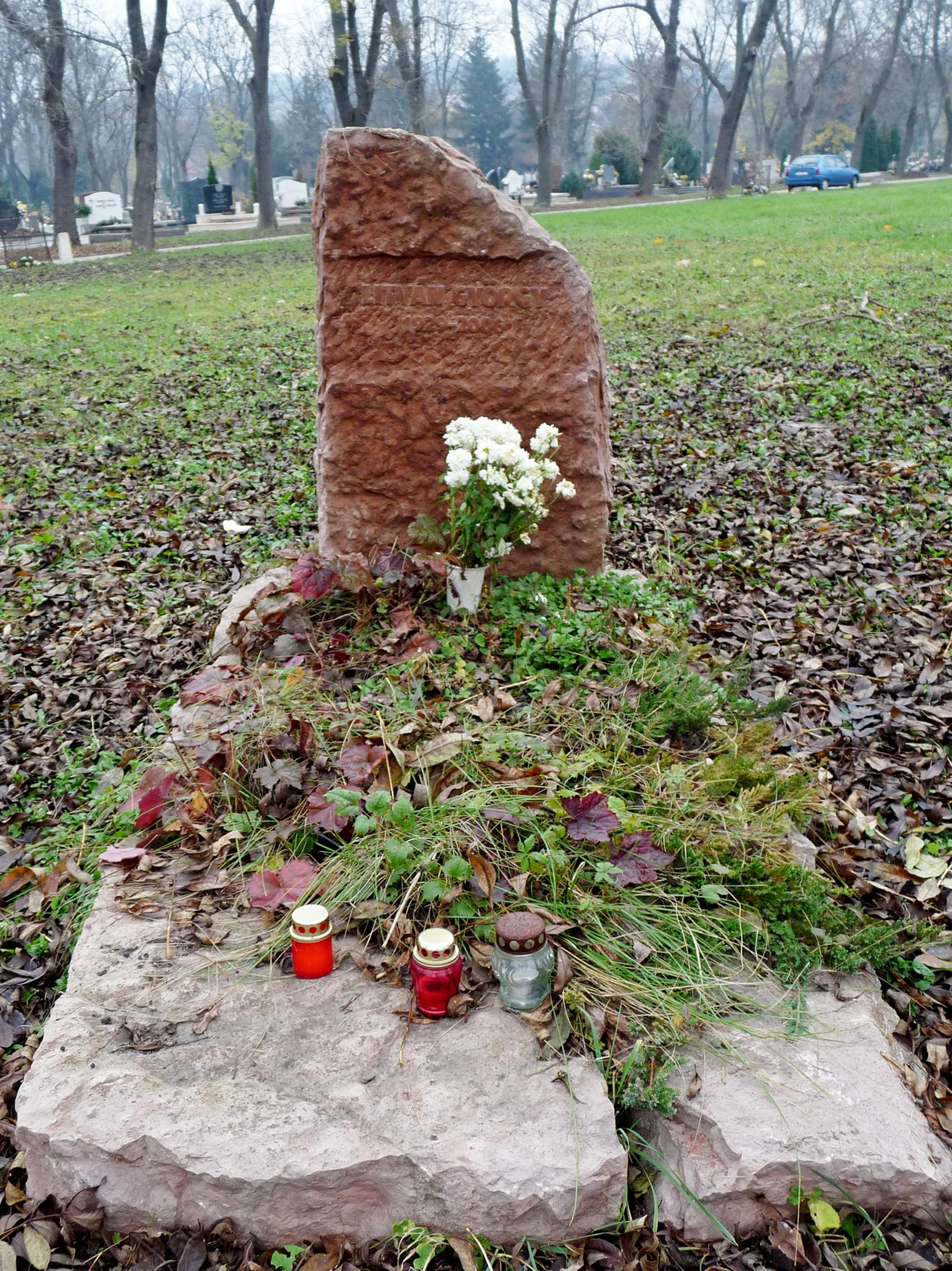
Síremléke az Óbudai temetőben (16-1)

- A magyar szociológiai irodalom bibliográfiája I. (1970) és II. (1975) (szerkesztőként)
- A szociológia első magyar műhelye. A Huszadik Század köre, 1-2.; vál., bev. Litván György, Szücs László; Gondolat, Bp., 1973 (Társadalomtudományi könyvtár)
- Szabó Ervin; Akadémiai, Bp., 1974 (Életek és korok)
- Magyar munkásszociográfiák. 1888–1945; szerk., bev. Litván György, jegyz. Várady Géza; MTA Történettudományi Intézet–Kossuth, Bp., 1974
- Szabó Ervin és az irodalom; Akadémiai Nyomda, Bp., 1976
- Szabó Ervin levelezése, 1-2.; szerk. Litván György, Szücs László; MTA Történettudományi Intézete–MSZMP Központi Bizottságának Párttörténeti Intézete, Bp., 1977–1978
- Jemnitz János–Litván György: Szerette az igazságot. Károlyi Mihály élete; Gondolat, Bp., 1977
- "Magyar gondolat, szabad gondolat". Nacionalizmus és progresszió a század eleji Magyarországon; Magvető, Bp., 1978 (Gyorsuló idő)
- Szabó Ervin történeti írásai; vál., sajtó alá rend., bev. Litván György; Gondolat, Bp., 1979 (Történetírók tára)
- Jászi Oszkár publicisztikája. Válogatás; vál., szerk., jegyz. Litván György, Varga F. János; Magvető, Bp., 1982
- Jászi Oszkár válogatott levelei; összeáll., jegyz. Litván György, Varga F. János; Magvető, Bp., 1990
- Az 1956-os magyar forradalom. Reform, felkelés, szabadságharc, megtorlás. Történelmi olvasókönyv; szerk. Litván György; bibliogr. Csicskó Mária, dokumentumok, térképek Jenei Károly, névjegyzék Kőrösi Zsuzsanna; Tankönyvkiadó, Bp., 1991
- Duna-völgyi barátságok és viták. Jászi Oszkár közép-európai dossziéja; összeáll., bev., jegyz. Litván György, Szarka László; Gondolat, Bp., 1991 (Regio könyvek)
- Jászi Oszkár bibliográfia; szerk. Gyurgyák János, Litván György; MTA TTI–Századvég, Bp., 1991 (Bibliographia historica specifica)
- Az 1956-os magyar forradalom hagyománya és irodalma; MTA TTI, Bp., (Előadások a Történettudományi Intézetben)
- Szabó Ervin, a szocializmus moralistája; Századvég, Bp., 1993 (Századvég biográfiák)
- Die ungarische Revolution 1956. Reform, Aufstand, Vergeltung (Az 1956-os magyar forradalom); szerk. Litván György, M. Bak János, bev. Jörg K. Hoensch; németre ford. Anne Nass; Passagen, Wien, 1994 (Passagen Politik)
- Bibó István (1911–1979). Életút dokumentumokban; dokumentumvál., összeáll. Huszár Tibor, szerk. Litván György, S. Varga Katalin, interjúk Huszár Tibor, Hanák Gábor; Osiris-Századvég–1956-os Intézet, Bp., 1995 ('56)
- The Hungarian revolution of 1956. Reform, revolt and repression 1953–1963 (Az 1956-os magyar forradalom); szerk. Litván György, angolra ford. M. Bak János, Lyman H. Legters; Longman, London–New York, 1996
- Jászi Oszkár hazatérése; szerk. Litván György; Társadalomtudományi Társaság, Bp., 1996 (A Társadalomtudományi Társaság füzetei)
- Októberek üzenete. Válogatott történeti írások; Osiris, Bp., 1996
- Trianon felé. A győztes nagyhatalmak tárgyalásai Magyarországról. Paul Mantoux tolmácstiszt feljegyzései; szerk., sajtó alá rend. Litván György, franciából ford. Litván Katalin; MTA Történettudományi Intézete, Bp., 1998
- Jászi Oszkár naplója, 1919–1923; sajtó alá rend. Litván György; MTA Történettudományi Intézete, Bp., 2001
- Jászi Oszkár; Osiris, Bp., 2003 (Millenniumi magyar történelem. Életrajzok)
- A twentieth-century prophet: Oscar Jászi, 1875–1957 (Jászi Oszkár); CEU Press, Bp.–New York, 2006
- Magyar gondolat – szabad gondolat. Válogatott történeti tanulmányok; vál., szerk. Gyurgyák János, bibliogr. Pótó János; Osiris, Bp., 2008
- Maradjunk a tényeknél. Történeti-politikai írások; vál., szerk. Gál Éva és Kende Péter; 1956-os Intézet, Bp., 2008
- Sorstársak és kortársak; vál., szerk. Gál Éva és Kende Péter; Noran, Bp., 2008